# Optischer Bypass
Ein optischer Bypass ist ein Gerät mit Ein- und Ausgängen für unterschiedliche Lichtwellenleiterarten und Steckverbinder, das bei Ausfall einer Netzwerkkomponente in Linien- oder Ring-Topologien die Datenkommunikation zwischen den benachbarten Komponenten aufrechterhält, da über ein optisches Relais die Signale des jeweiligen Eingangs nicht an den entsprechenden Ausgang, sondern den zweiten Eingang weitergeleitet werden. Dadurch bleibt ein Netzwerk auch bei Multiple Points of Failure weiterhin funktionsfähig.

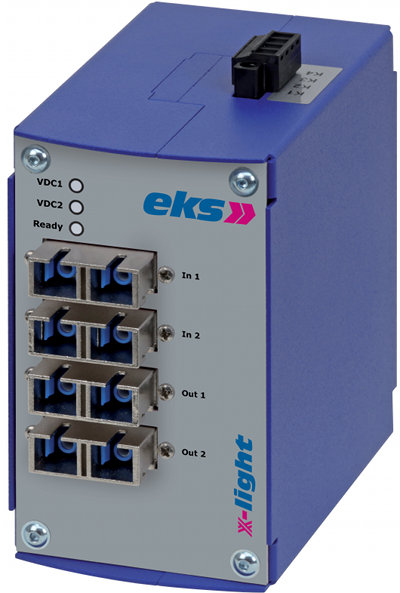
Optischer Bypass

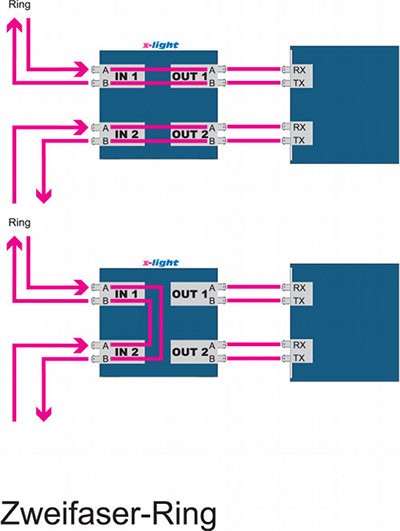
Funktionsdiagramm

Die Schaltschwelle für die Aktivierung der Bypass-Funktion lässt sich innerhalb eines bestimmten Spannungsbereichs festlegen. Die zeitliche Verzögerung, mit der diese Funktion nach Behebung des Fehlerfalls wieder ausgeschaltet wird, kann stufenweise eingestellt werden. Über einen Steuerkontakt lässt sich eine Bypass-Funktion zudem auch manuell betätigen.